# Akademifogde
Akademifogde är en yrkesbeteckning. 
Akademifogden var en tjänsteman vid Uppsala universitet, vilken hade närmaste tillsyn över akademins jordegendom.